# یونگیانگ
یونگیانگ (به لاتین: Yeongyang County) یک منطقهٔ مسکونی در کره جنوبی است که در استان گیونگ‌سانگ شمالی واقع شده‌است. یونگیانگ ۸۱۵٫۱۴ کیلومتر مربع مساحت و ۱۷٬۸۲۹ نفر جمعیت دارد.